# Susanne Heeg

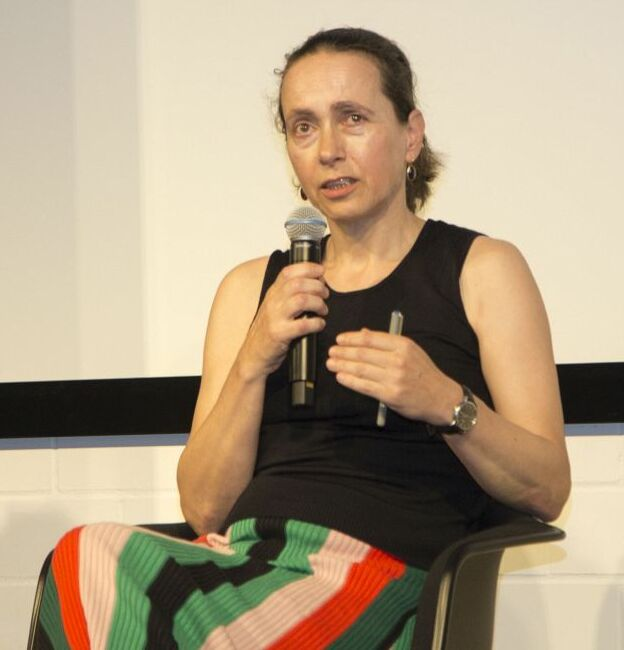
Susanne Heeg, 2022

Susanne Heeg (* 1967 in Mömbris) ist eine deutsche Geographin und Professorin an der Johann Wolfgang Goethe-Universität in Frankfurt am Main.

## Leben
Susanne Heeg bekleidet seit 2006 den Lehrstuhl für geographische Stadtforschung an der Johann Wolfgang Goethe-Universität in Frankfurt am Main. Nach dem Abitur an der Hohen Landesschule in Hanau 1986 schloss Susanne Heeg ein Studium der Soziologie mit den Schwerpunkten Industriesoziologie, Stadt- und Regionalforschung von 1987 bis 1992 an. Von 1995 bis 2000 war sie Wissenschaftliche Mitarbeiterin am Lehrstuhl Wirtschafts- und Sozialgeographie der Europa-Universität Viadrina in Frankfurt (Oder). Im Anschluss von 2000 bis 2006 Wissenschaftliche Assistentin am Arbeitsbereich Wirtschaftsgeographie des Instituts für Geographie an der Universität Hamburg, unterbrochen von einem Visiting Scholar am Department of Environmental & Geographical Sciences an der University of Cape Town im Jahr 2002 sowie einem Visiting Scholar an der Northeastern University in Boston, Center for Urban and Regional Policy im Jahr 2005. Sie habilitierte sich im Fach Geographie mit der Habilitationsschrift „Property-led development in Boston: Stadtentwicklung, Immobilienwirtschaft und lokale Politik“ an der Universität Hamburg.
Ende April 2022 wurde sie mit Anna Katharina Mangold und Tim Wihl als Mitglied der Berliner Expertenkommission „Vergesellschaftung großer Wohnungsunternehmen“ nachbenannt. Zwischen 2023 und 2024 war Heeg Teil des Programms „Reclaiming Common Wealth“ des The New Institute.

## Werk
Heegs Forschungen behandeln zentrale Aspekte von Stadtökonomie und Stadtkultur. Bedingungen und Faktoren in der Produktion der gebauten Umwelt interessieren sie besonders. Im Weiteren sind ihre Forschungsschwerpunkte Stadtökonomie, insbesondere Geographie der Immobilienwirtschaft („Real Estate Market Research“), Geographie der Weltwirtschaft sowie Geographie der Arbeit und politische Ökonomie.